# Paul Eyschen

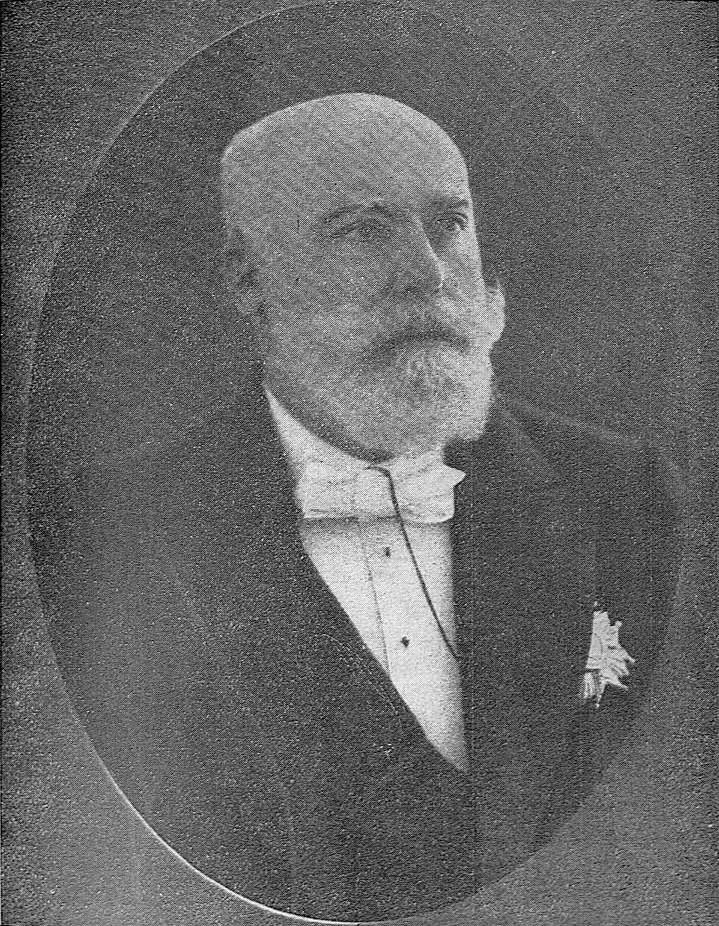

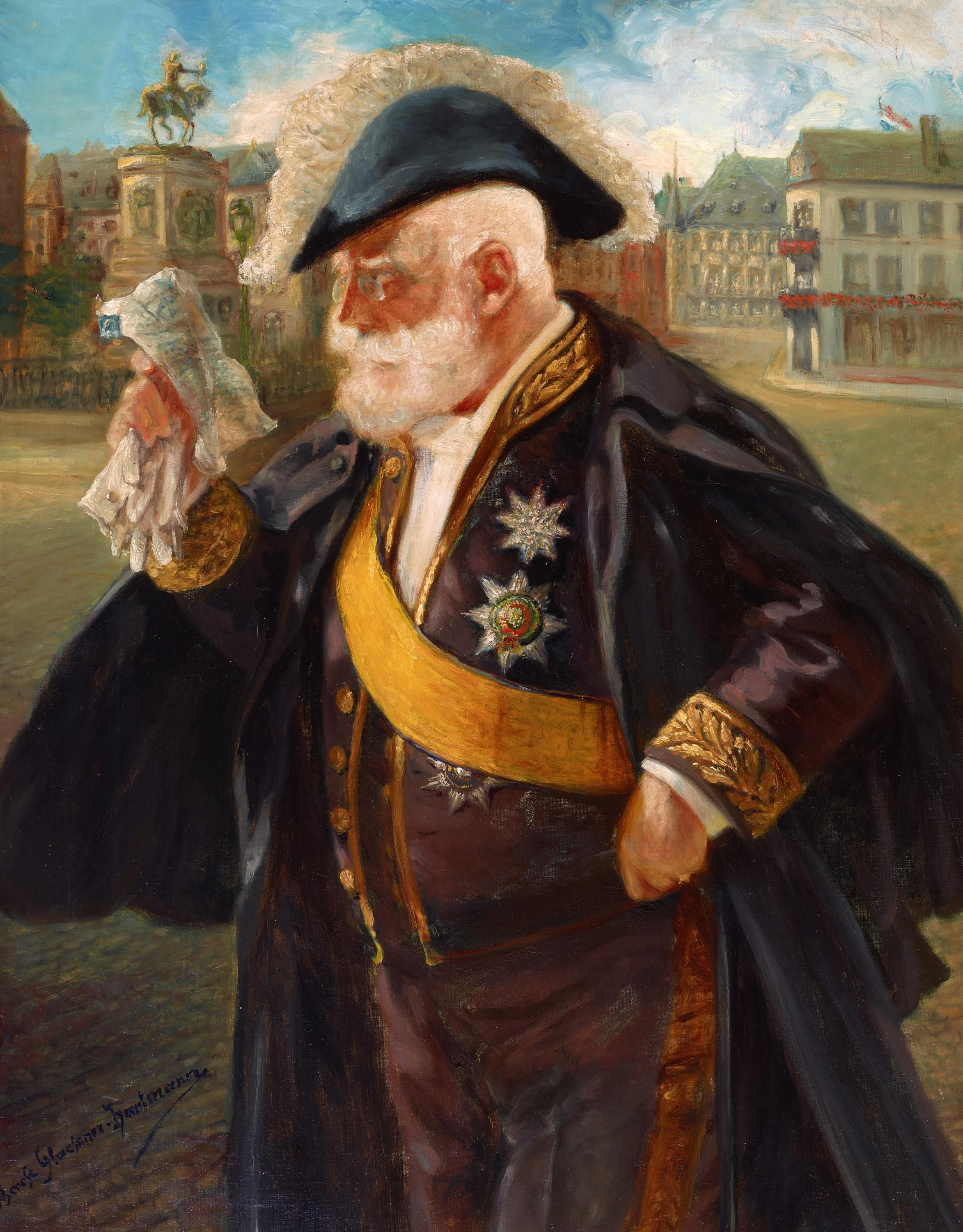
Paul Eyschen geschilderd door Therese Glaesener-Hartmann

Paul Eyschen (Diekirch, 9 september 1841 - Luxemburg, 12 oktober 1915) was een vooraanstaand Luxemburgs politicus.

## Achtergrond en opleiding
Paul Eyschen was de zoon van Charles-Gérard Eyschen, minister en medeoprichter van de rooms-katholieke krant, het Luxemburger Wort. Paul Eyschen studeerde rechten in Parijs en Bonn. In 1865 werd hij advocaat aan de Luxemburger balie.
In tegenstelling tot zijn vader, een conservatief politicus, ontwikkelde Paul Eyschen zich tot een gematigd liberaal politicus.

## Vroege carrière
In 1866 werd hij verkozen als afgevaardigde in de Assemblée des États, zoals het Luxemburgse parlement toen heette.
Van 1875 tot 1888 vertegenwoordigde hij Luxemburg als
Chargé d'Affaires bij de Duitse regering. Van 1876 tot 1888 was hij Generaaldirecteur (dat wil zeggen minister) voor justitie in de regeringen van Blochausen en Thilges.

## Premierschap
Op 22 september 1888 volgde hij Édouard Thilges op als staatsminister en regeringsvoorzitter (dat wil zeggen premier), een functie die hij niet minder dan 27 jaar lang zou bekleden, tot zijn dood in 1915. Gelijktijdig was hij ook Generaaldirecteur voor buitenlandse zaken, en vanaf 1896 was hij ook Generaaldirecteur voor landbouw en wijnbouw.
In deze lange periode was hij de man die in feite Luxemburg bestuurde. In 1890 werd de band met Nederland verbroken, doordat Adolf van Nassau-Weilburg groothertog werd. Adolf was al een oude man, die zich niet meer in de details van het Luxemburgse politieke leven wilde verdiepen. Zijn zoon Willem IV regeerde maar kort en was ziekelijk. Daardoor had Paul Eyschen een kwart eeuw lang op politiek gebied vrij spel. Het Luxemburgse parlement kende in zijn tijd nog geen duidelijke partijvorming. Door persoonlijke "deals" met de verschillende afgevaardigden slaagde Paul Eyschen erin meestal voldoende steun te vinden voor zijn ideeën.
Hij voerde tal van hervormingen door en zette zich in voor uitbreiding van het kiesrecht. Ook voerde hij staatscholen in (1912) en beperkte de invloed van de Rooms-Katholieke Kerk op het onderwijs. Hij was echter niet antiklerikaal en verzette zich tegen de uitwassen van het antiklerikalisme.

## Eerste Wereldoorlogen dood
Op 2 augustus 1914 vielen Duitse troepen het Groothertogdom Luxemburg binnen en bezetten zonder veel tegenstand het land. De Duitse bezetter handhaafde echter de regering en Eyschen bleef premier. Hij tekende protest aan tegen de inval die hij (terecht) zag als een schending van het Verdrag van Londen (1868), dat de Luxemburgse neutraliteit garandeerde. Eyschen en de regering zagen het als hun taak zo veel mogelijk het werk te hervatten en zo goed mogelijk te blijven functioneren. Op 3 maart 1915 vormde Eyschen zijn laatste kabinet.
Paul Eyschen overleed op 12 oktober 1915. Hij werd begraven op de Cimetière Notre-Dame in Luxemburg-Stad. Met zijn dood kwam er een einde aan het "liberale tijdperk" in Luxemburg.

## Verwijzing
1. ↑  Tatsachen der Geschichte des Luxemburger Landes, door: Dr. P.J. Muller (1968), blz. 247

- Gemeinsame Normdatei: 1048553930
- International Standard Name Identifier: 0000 0000 0264 5006
- Nederlandse Thesaurus van Auteursnamen: 070350108
- Système universitaire de documentation: 097523593
- Virtual International Authority File: 71774205
- WorldCat: E39PBJdGHYqCbRJJ7whHyyCWjC

Gaspard-Théodore-Ignace de la Fontaine · Jean-Jacques Willmar · Charles-Mathias Simons · Victor de Tornaco · Emmanuel Servais · Félix de Blochausen · Édouard Thilges · Paul Eyschen · Mathias Mongenast · Hubert Loutsch · Victor Thorn · Léon Kauffman · Émile Reuter · Peter Prüm · Joseph Bech · Pierre Dupong · Joseph Bech · Pierre Frieden · Pierre Werner · Gaston Thorn · Pierre Werner · Jacques Santer · Jean-Claude Juncker · Xavier Bettel · Luc Frieden